# Kevin Ackermann
Kevin Ackermann, né le 24 mai 2001 à Göteborg en Suède, est un footballeur suédois qui évolue au poste de milieu central à l'IF Brommapojkarna.

## Biographie

### En club
Né à Göteborg en Suède, Kevin Ackermann est formé à l'IFK Göteborg. Il attire notamment l'intérêt de Manchester City alors qu'il est âgé de douze ans mais il reste finalement au club. Il rejoint ensuite le Angered MBIK.
En janvier 2017 Kevin Ackermann rejoint le BK Häcken. Alors que des clubs comme le Real Madrid ou le Benfica Lisbonne le suivent de près, il signe son premier contrat professionnel avec le BK Häcken le 12 juin 2017, à 16 ans. Il est par la même occasion promu en équipe première.
Il joue son premier match en professionnel pour le BK Häcken le 14 août 2017 lors d'une rencontre d'Allsvenskan, l'élite du football suédois, contre le GIF Sundsvall. Il entre en jeu à la place de Chisom Egbuchulam (en) et son équipe s'impose par deux buts à zéro.
Le 3 janvier 2020, Kevin Ackermann s'engage en faveur du Örgryte IS.
En janvier 2023, Kevin Ackermann rejoint librement l'IF Brommapojkarna, tout juste promu en première division. Le transfert est annoncé dès le 14 décembre 2022 et il signe un contrat de deux ans, soit jusqu'en décembre 2024.
Ackermann marque son premier but pour l'IF Brommapojkarna le 29 avril 2023, lors d'une rencontre de championnat face à l'Halmstads BK. Entré en jeu, il participe à la victoire de son équipe par deux buts à zéro.

### En sélection
Kevin Ackermann représente l'équipe de Suède des moins de 17 ans. Avec cette sélection il participe au championnat d'Europe des moins de 17 ans en 2018. Lors de ce tournoi organisé en Angleterre, il est titulaire et capitaine lors des quatre matchs de son équipe, qui se hisse jusqu'en quarts de finale, où elle est battue par l'Italie (1-0 score final).